# Màng nhân
Màng nhân được cấu tạo từ hai màng lipid kép bao bọc xung quanh nhân tế bào ở tế bào nhân thực, thứ chứa bên trong nó vật liệu di truyền.
Màng nhân chứa hai lớp màng lipid kép, một màng nhân bên trong và một màng nhân bên ngoài. Khoảng trống giữa các màng được gọi là vùng quanh nhân. Nó thường rộng khoảng 20–40 nm. Màng nhân bên ngoài thì tiếp nối với màng của mạng lưới nội chất. Màng nhân có nhiều lỗ nhân, thứ cho phép vật chất di chuyển giữa bào tương và nhân. sợi trung gian hình thành một lưới lót ở bên trong của màng nhân phía trong, và hơi lỏng lẻo hơn ở phía ngoài của màng nhân bên ngoài để hỗ trợ về mặt cấu trúc cho nhân tế bào.

## Cấu trúc
Màng nhân được cấu tạo từ hai màng lipid kép. Một màng nhân bên trong và một màng nhân bên ngoài. Những màng này được kết nối lại với nhau bởi lỗ nhân. Hai bộ sợi trung gian cung cấp giá đỡ cho màng nhân. Một mạng lưới bên trong hình thành nên lưới lót trên màng nhân phía trong. Một mạng lưới lỏng lẻo hơn hình thành bên ngoài để hỗ trợ nâng đỡ bên ngoài.